# Буценко, Николай Валерьевич
Никола́й Вале́рьевич Буце́нко (род. 25 июня 1991, Одесса) — украинский боксёр, представитель легчайшей весовой категории. Выступает за сборную Украины по боксу начиная с 2010 года, победитель и призёр первенств национального значения, дважды серебряный призёр чемпионатов Европы, бронзовый призёр чемпионата мира, участник летних Олимпийских игр в Рио-де-Жанейро.

## Биография
Николай Буценко родился 25 июня 1991 года в городе Одесса Украинской ССР. Активно занимался боксом с раннего детства, проходил подготовку под руководством своего отца Валерия Буценко, а также тренеров Андрея Синепупова и Олега Кропивина. Учился в Училище олимпийского резерва им. С. Бубки в Донецке.
Впервые заявил о себе в 2006 году, когда выиграл серебряную медаль на чемпионате Европы среди школьников в Николаеве. В следующем сезоне среди прочего боксировал на кадетском мировом первенстве в Азербайджане.
В 2008 году выступал на чемпионате мира среди юниоров в Мексике, но попасть здесь в число призёров не смог. Год спустя стал чемпионом Украины среди юниоров и выступил на европейском юниорском первенстве в Польше.
Первого серьёзного успеха на взрослом уровне добился в сезоне 2010 года, когда стал серебряным призёром чемпионата Украины в Сумах — единственное поражение потерпел в финале от Георгия Чигаева. Войдя в основной состав украинской национальной сборной, отправился на чемпионат мира в Баку, где, тем не менее, был остановлен уже в 1/32 финала.
В 2013 году побывал на чемпионате Европы в Минске, откуда привёз награду серебряного достоинства, выигранную в легчайшей весовой категории — в решающем поединке уступил ирландцу Джону Джо Невину. Также успешно выступил на чемпионате мира в Алма-Ате, где дошёл до полуфинала и, проиграв россиянину Владимиру Никитину, получил бронзу. С этого момента регулярно боксировал в полупрофессиональной лиге WSB, представляя команду «Украинские атаманы».
Благодаря череде удачных выступлений удостоился права защищать честь страны на летних Олимпийских играх 2016 года в Рио-де-Жанейро. Однако выступил здесь неудачно, уже в стартовом поединке легчайшего веса со счётом 0:2 проиграл представителю Марокко Мохамеду Хамоту и выбыл из борьбы за медали.
После Олимпиады Буценко остался в составе боксёрской команды Украины и продолжил принимать участие в крупнейших международных турнирах. Так, в 2017 году он завоевал серебряную медаль на домашнем чемпионате Европы в Харькове. Боксировал и на чемпионате мира в Гамбурге, где добрался лишь до 1/8 финала.
Имеет высшее образование, в 2013 году окончил Национальный университет «Одесская юридическая академия», где обучался на факультете гражданской и хозяйственной юстиции.

## Награды
- Орден «За заслуги» III степени (15 июля 2019) — за достижение высоких спортивных результатов на II Европейских играх у г.Минску (Республика Беларусь), проявленные самоотверженность и волю к победе[4].